# Brachymyrmex depilis
Brachymyrmex depilis är en myrart som beskrevs av Carlo Emery 1893. Brachymyrmex depilis ingår i släktet Brachymyrmex och familjen myror. Inga underarter finns listade.

## Bildgalleri

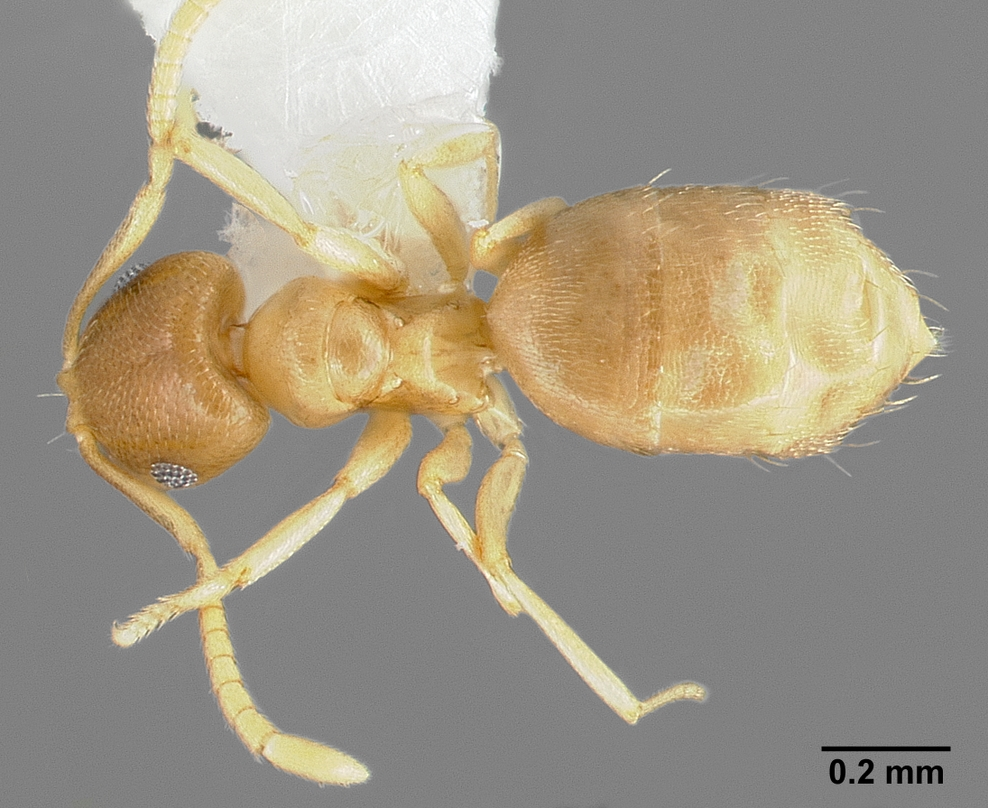
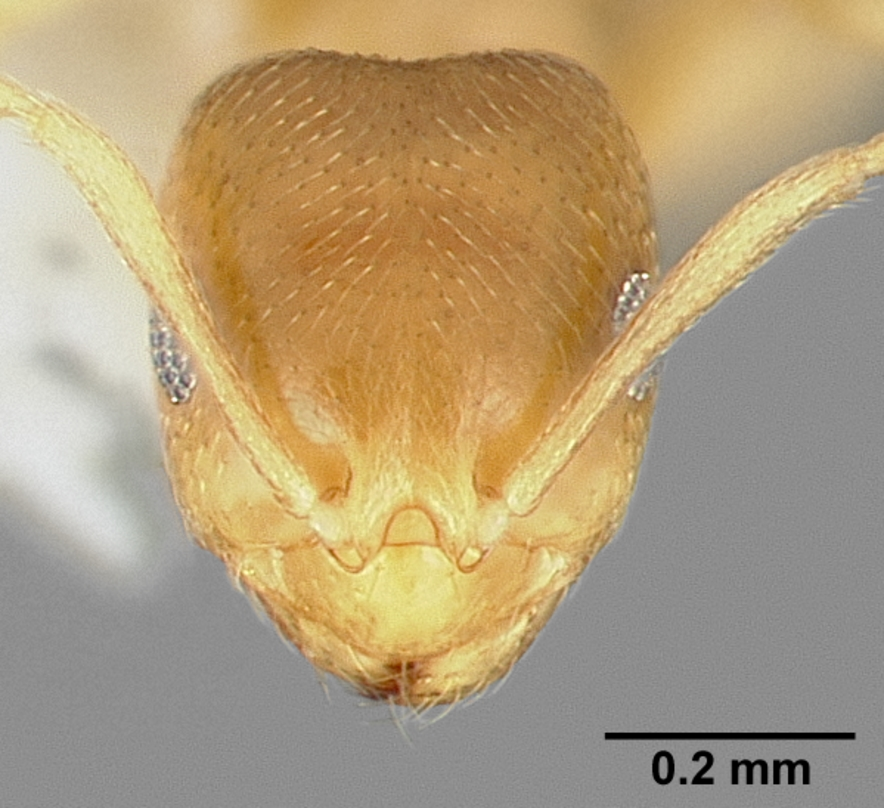
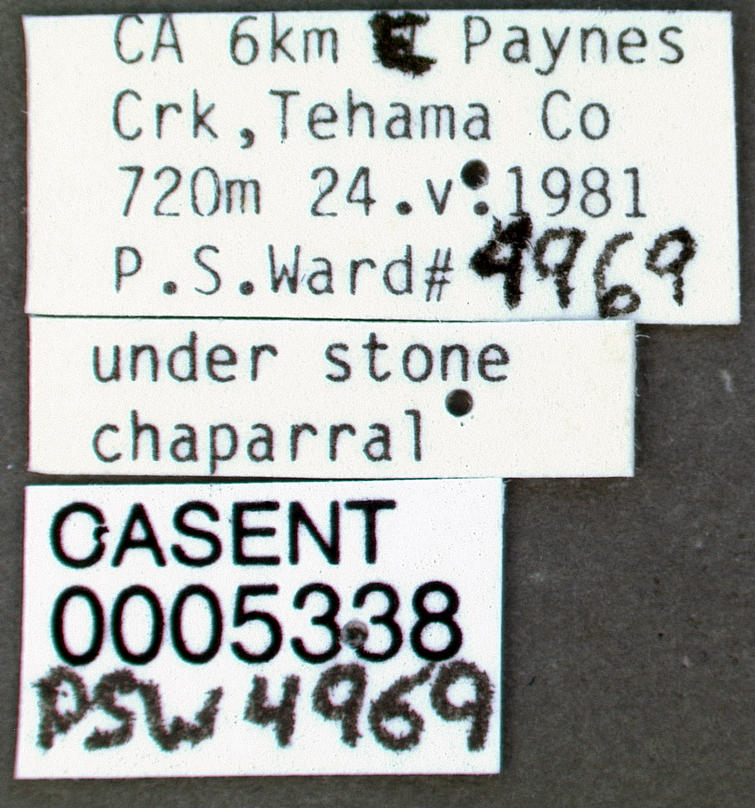
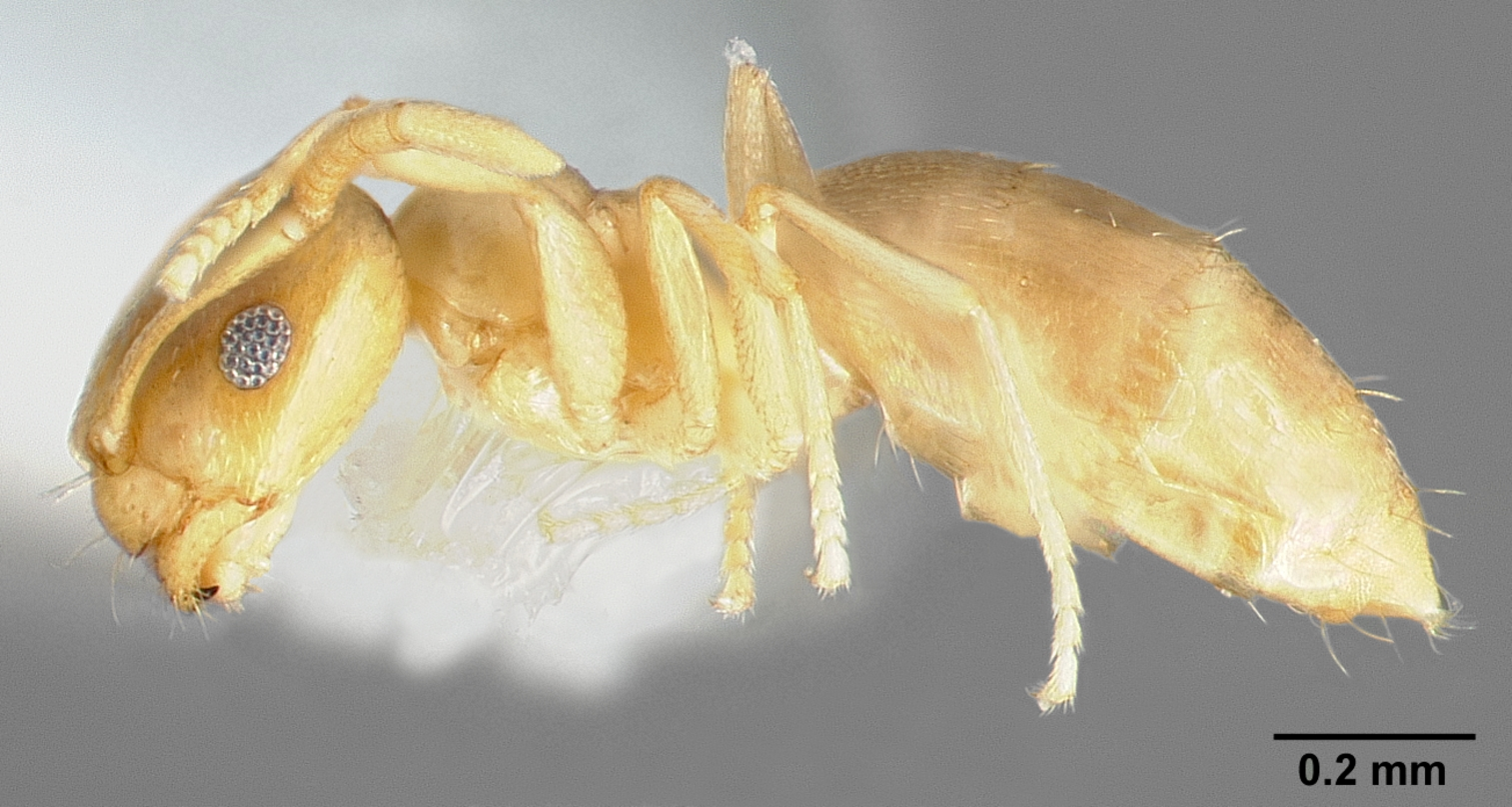
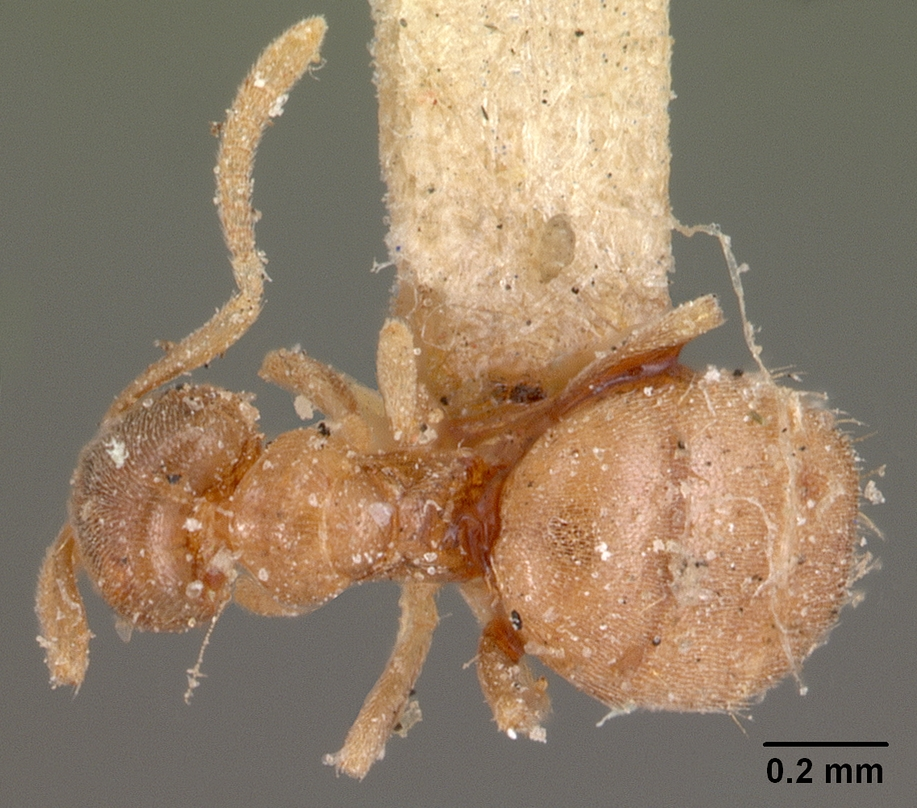
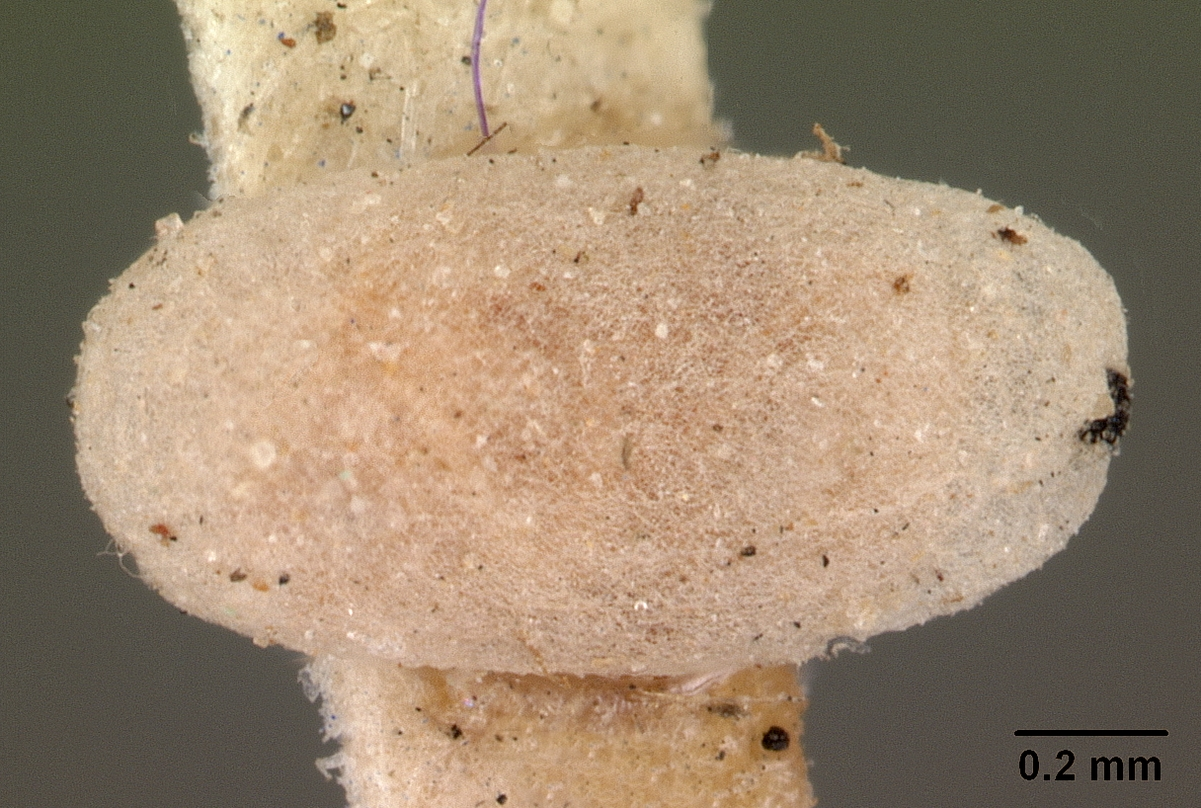